# Amunicja chemiczna

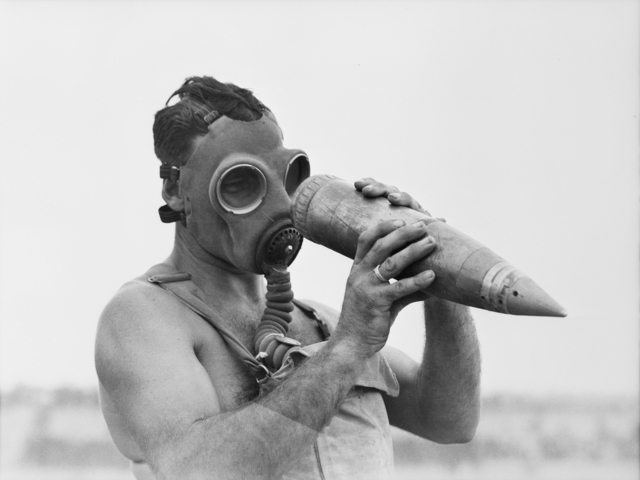
Żołnierz z pociskiem wypełnionym gazem bojowym

Amunicja chemiczna – pociski artyleryjskie, rakietowe, bomby, fugasy itp. napełnione bojowym środkiem trującym.
Składa się z obudowy (korpusu), środka trującego, ładunku wybuchowego i zapalnika. Po rozerwaniu się kadłuba (w powietrzu, nad powierzchnią ziemi lub na powierzchni ziemi) powstaje obłok powietrza skażonego w postaci pary, aerozolu i kropel cieczy. Jest to tzw. obłok pierwotny, który przemieszczając się z wiatrem skaża powietrze, a krople środka trującego spadając na podłoże skażają je i wszystko co się na nim znajduje.
Po raz pierwszy użyta na dużą skalę podczas I wojny światowej przez Niemców 22 kwietnia 1915 roku w bitwie pod Ypres w Belgii. Użycie jej zostało zakazane Konwencją Genewską w 1925 roku.